# Hertogdom Gelre
Het hertogdom Gelre, meer volledig ook als hertogdom Gelre en graafschap Zutphen omschreven, is een voormalig hertogdom in het oosten van Nederland (provincie Gelderland), alsmede in Nederlands Noord- en Midden-Limburg en het daaraan grenzende noordwesten van de Duitse Nederrijn. Vanaf begin 12e eeuw vielen de leenheren van Gelre onder het Keurvorstendom Keulen, Utrecht en Münster, in 1339 verwierf de graaf van Gelre de titel van hertog. In 1543 voegde keizer Karel V met geweld het hertogdom toe aan zijn Nederlandse bezittingen (Traktaat van Venlo).
Gelre was in de middeleeuwen een van de belangrijkste vorstendommen in de Lage Landen en bestond destijds uit de kwartieren Zutphen, Veluwe, Nijmegen en het Overkwartier (Noord- en Midden-Limburg en een deel van de huidige deelstaat Nordrhein-Westfalen). 

## Naam

### Vorm
De eerste vermelding van de plaatsnaam Gelre in een oorkonde is uit het jaar rond 900. De schrijfwijze vertoonde diverse varianten: Gelre, Gielra, Gellero, Gelera en dergelijke. De naamsvarianten met een ingevoegde /-d-/ zijn jonger dan die van Gel(le)re. Het wordt soms Gelder genoemd, ten gevolge van de "d"-epenthese (het inlassen van een letter, hier de "d"; vandaar ook de woordafleidingen "Gelders" en "Gelderland"). In de 17e en 18e eeuw werd de naam van het hertogdom (en het voorgaande graafschap) steeds vaker gespeld als Gelder in plaats van Gelre, terwijl het gebied steeds vaker werd beschreven als Gelderland: het land van Gelder.

### Betekenis
Het hertogdom Gelre en het latere Gelderland hebben hun naam te danken aan het sinds 1713 Pruisisch en vervolgens Duitse stadje Geldern aan de Niers, in het Nederlands Gelre (Gelder, Gelderen) geheten, de oorspronkelijke hoofdstad van het hertogdom. Gellere (997), Gellera (1104/1105), Geldren (1167) stond oorspronkelijk wellicht voor een verhoogd gelegen nederzetting aan het drassige riviertje de Niers, of anders zou Gellera een aftakking van de Niers geweest kunnen zijn.

## Geografie
Het historische hertogdom omvatte in het huidige Nederland Gelderland en een groot gedeelte van Noord- en Midden-Limburg. Het strekte zich ook uit over een klein deel van het noorden van de tegenwoordige bondsstaat Noordrijn-Westfalen, met hierin onder andere de steden Gelder en Viersen aan de rivier Niers.
Gelre was verdeeld in vier kwartieren, samen vormden zij de Staten van de Kwartieren:
1. Opper-Gelre, ook wel "Kwartier van Roermond" of (naar het Duitse Oberquartier) "Overkwartier" genoemd[4][5][6]: de steden Gelder, Roermond en Venlo
2. Kwartier van Nijmegen: tussen de grote rivieren
3. Kwartier van Veluwe (ook wel: van Arnhem)
4. Kwartier van Zutphen (het graafschap Zutphen)

Opper-Gelre, de bakermat van het hertogdom, omvatte het noordelijk deel van de huidige Nederlandse provincie Limburg, inclusief Venlo en Roermond, en het aangrenzende gebied in Duitsland rond het eerdergenoemde stadje Geldern of in het Nederlands Gelre (Gelder, Gelderen). De laatste drie kwartieren waren gelegen in de huidige provincie Gelderland.

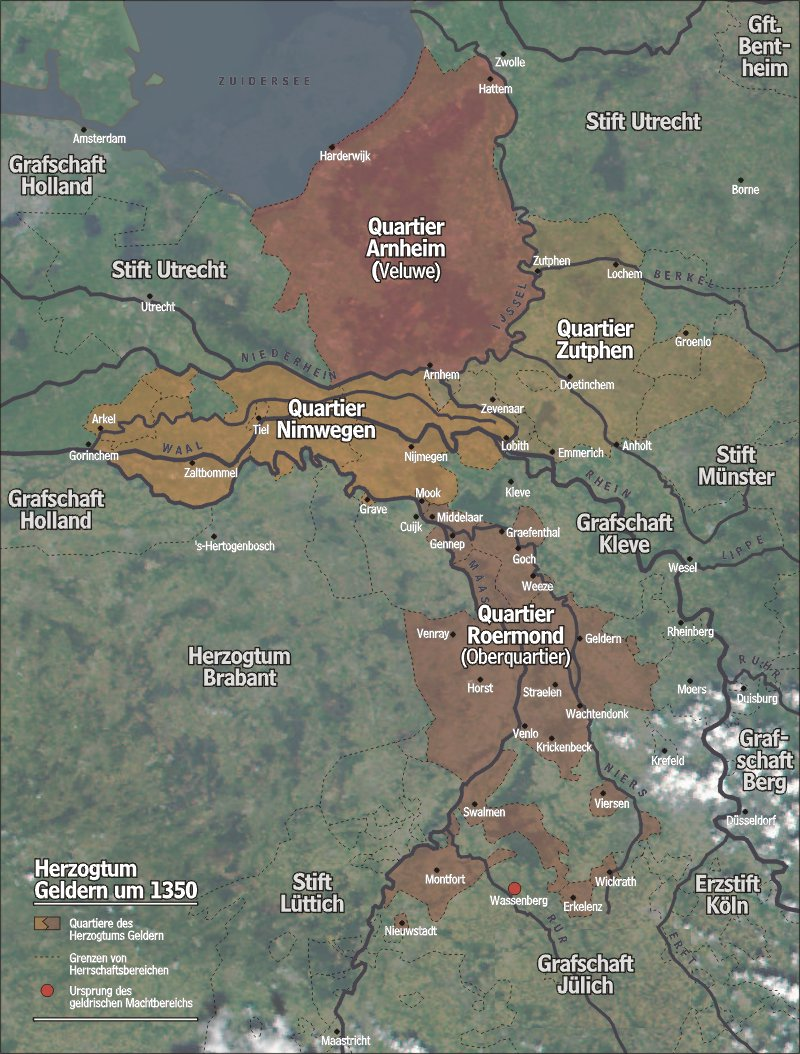
Hertogdom Gelre rond 1350

In de middeleeuwen was Gelre een belangrijk hertogdom dat bestond uit een lappendeken van leengebieden, grote delen waren in leen van het Keurvorstendom Keulen. In 1543 ging het over in handen van keizer Karel V. De noordelijke kwartieren (Neder-Gelre) aan de ene kant en het zuidelijke Opper-Gelre aan de andere kant vormden geografisch geen aaneengesloten geheel. Het hertogdom Kleef vormde een wig tussen de noordelijke en de zuidelijke gebiedsdelen. Ook politiek gingen beide gewesten een gescheiden weg. Tijdens de Republiek der Zeven Verenigde Nederlanden vormde het noordelijke deel een van de zeven gewesten. Opper-Gelre was daarentegen deel van de Zuidelijke Nederlanden.
Het hertogdom en het daarmee verbonden graafschap Zutphen omvatte enerzijds het gebied van de huidige provincie Gelderland en anderzijds het noorden van Limburg (met onder meer Venlo, Venray en Roermond), evenals het aangrenzende zuidelijk deel van de Duitse kreis Kleef.
In dit tweede landsdeel, en wel aan de huidige Duitse kant, lag ook het stamoord Geldern. Ook in het huidige Noord-Brabant heeft Gelre bezittingen gehad, zoals het dorp Geldrop.
Het oorspronkelijke zuidelijke gebied lag gescheiden van het later verworven noordelijke, dat de huidige provincie Gelderland omvatte samen met Kleef en Emmerik. Het zuidelijke, dat nu in Limburg en Noordrijn-Westfalen ligt, werd sindsdien Opper-Gelre of Overkwartier genoemd. De andere gebieden zouden bijgevolg als Neder-Gelre aangeduid kunnen worden, maar die term is nooit in gebruik geweest.

## Geschiedenis

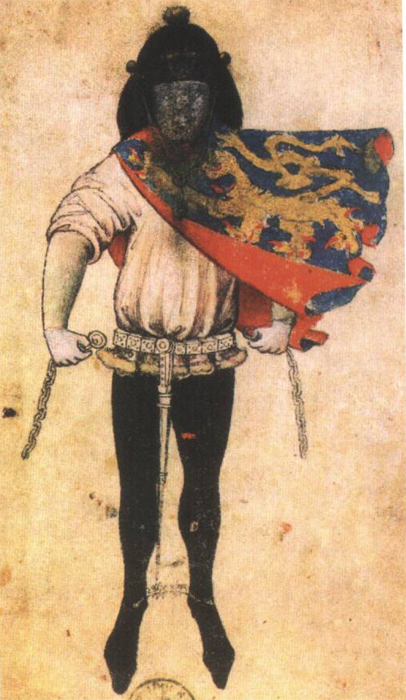
Heraut van Gelre, Claes Heynenszoon, die een tabberd van het schild draagt

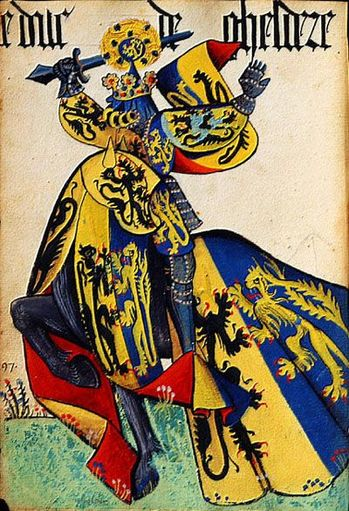
Reinoud IV te paard, met gespiegeld wapen en dekkleed

### Economie en maatschappelijk leven

#### Onder het Huis Gelre
Nadat Gelre in 1339 een hertogdom was geworden en haar gebied was vergroot met gebieden die aan de westzijde van de Maas lagen, bloeide de economie op. Rond 1340 werd bijvoorbeeld de polder Hattem verbeterd en werden de gronden in en rond Hattemerbroek tot bruikbaar landbouwgebied omgevormd. Hertog Willem schonk in 1401 de 300 hectare grote Hoenwaard aan burgers die binnen de stadsmuren woonden, om gemeenschappelijk hun vee te houden en stenen te bakken uit rivierklei. De nabijheid van steden als Zwolle en Kampen en de makkelijke bereikbaarheid van Holland via de Zuiderzee, droegen bij tot de agrarische ontwikkeling in en rond Hattem.
Vervaardiging van lakenstoffen vond op bescheiden schaal plaats, Zutphen werd een draaipunt van internationale lakenhandel. Voor een groot deel van de bevolking Van Gelre was de samenwerking in Hanzeverband van belang, het hertogdom telde achttien Hanzesteden, waaronder Nijmegen, Arnhem, Roermond, Zutphen, Harderwijk, Doetinchem, Venlo, Geldern en Goch. Harderwijk en Zutphen waren vanaf circa 1370 aangesloten bij het Hanzeverbond als principaalsteden. Ze namen actief deel aan de Hanzeatische oorlogen. Verschillende steden namen tot na 1600 deel aan de jaarlijkse beleidsbijeenkomsten in Lübeck.
De heren voerden strijd met andere herenfamilies. Reinald III wakkerde ruzie en gevechten aan met de Van Heeckerens, gesteund door Reinald, en de Bronckhorsten, gesteund door Reinalds broer Eduard. Bij een veldslag van 1361 werd Reinald gevangengenomen en Eduard hertog. Tien jaar later werd Eduard vermoord en Reinald in ere hersteld, maar hij stierf nog hetzelfde jaar. Het Huis Gelre was daarmee uitgestorven.

#### Onder het Huis Gulik
Voor Reinalds dochter Maria werd een huwelijksverdrag gesloten met de hertog van Gulik. Toen hertog Reinald III in 1371 stierf zonder mannelijke erfgenaam, volgde de Eerste Gelderse Successieoorlog. Deze leidde er in 1383 toe dat Maria's zoon Willem III van Gulik hertog werd. Vanaf 1393 was hij tevens hertog van Gulik. In 1402 stierf hij kinderloos en kwam Gelre in handen van zijn broer Reinald IV. Nadat ook deze kinderloos was gestorven in 1423, werden Gelre en Gulik weer gescheiden.

#### Onder het Huis Egmont
Edelen en steden erkenden een achterneef van Reinald, Arnold van Egmond als opvolger (1423-1465). Deze raakte verwikkeld in een strijd met zijn zoon Adolf. Hij werd op zijn slot in Grave overrompeld en in Buren gevangengezet. Adolf nam het bewind over.

#### Bourgondisch
In 1473 kwam Gelre in handen van de Bourgondische hertog Karel de Stoute, die met geweld had ingegrepen in de Gelderse opvolgingsstrijd. Nadat hertog Karel in 1477 was overleden werd hij opgevolgd door zijn enige dochter, Maria van Bourgondië. Deze huwde in hetzelfde jaar met Maximiliaan I van Oostenrijk. Hun zoon Filips de Schone kreeg door onderlinge afspraken in 1482 Gelre in handen.

#### Gouden Eeuw
Tegen deze 'buitenlandse' heer bleef verzet bestaan en in 1493 kreeg Gelre weer een heer uit de eigen landstreek.  Onder Karel van Gelre verzette het hertogdom zich succesvol tegen de Habsburgse hegemonie in de Lage Landen. Tussen 1450 en 1530 beleefde Gelre een culturele en politieke ‘Gouden Eeuw’. In de loop van de 15de eeuw ontwikkelde zich in Nijmegen door de lucratieve rivierhandel een rijk en invloedrijk schippersgilde en in de jaren 1550 werden uit Gelre Hanze-commissies naar het Engelse hof gestuurd om problemen rond de handel op te lossen en bepaalde ingetrokken Hanze-privileges voor de handelsactiviteiten in Engeland te herstellen.

#### Heren van Gelre in oorlog
In 1502 raakte Gelre opnieuw verzeild in een conflict met het hertogdom Bourgondië (dat later Habsburgs werd). De Bourgondische legers verhinderden verdere gebiedsuitbreiding door Karel van Gelre en veroverden stukje bij beetje het Gelderse hertogdom. Na overlijden van Karel van Gelre werd hertog Willem van Kleef en Gulik tevens hertog van Gelre. Ook hij verzette zich tegen de Habsburgse heerser Karel V, maar moest bij het Traktaat van Venlo in 1543 Gelre afstaan aan Karel V. Vanaf dat moment maakte Gelre deel uit van de Habsburgse Nederlanden

## Stadhouders
Vanaf de Bourgondische tijd werden stadhouders aangesteld die namens de landsheer het hertogdom bestuurden:
Onder de Bourgondiërs:
- 1473-1474: Willem IV van Egmont, heer van Egmont
- 1474-1477: Filips van Croÿ-Chimay, graaf van Chimay
  - 1474-1475: Willem IV van Egmont, heer van Egmont (waarnemend)
  - 1475-1476: Willem van Egmont jr. (waarnemend)
- 1480-1481: Willem van Egmont jr.

Onder de Habsburgers:
- 1481-1492: Adolf III van Nassau-Wiesbaden, graaf van Nassau-Wiesbaden
- 1492-1504: Gelderse zelfstandigheid
- 1504-1505: Jan V van Nassau-Dillenburg, graaf van Nassau-Dillenburg
- 1505-1507: Filips van Bourgondië, bisschop van Utrecht
- 1507-1511: Floris van Egmont, graaf van Buren en Leerdam
- 1511-1543: Gelderse zelfstandigheid
- 1543-1544: René van Chalon, prins van Oranje
- 1544-1555: Filips van Lalaing, graaf van Hoogstraten
- 1555-1560: Filips van Montmorency, graaf van Horne
- 1560-1572: Karel van Brimeu, graaf van Megen
- 1572-1578: Gilles van Berlaymont, heer van Hierges (oktober 1576 t/m juli 1577 Staatsgezind)
- 1578-1583: geen; gewest in Staatse handen
- 1583-1585?: Willem IV van den Bergh, graaf van den Bergh
- 1585-1587: Claudius van Berlaymont, heer van Haultepenne
- 1587-1626?: Florent van Berlaymont, graaf van Lalaing en Berlaymont

Ten tijde van de Staten-Generaal:
- 1576-1577: Gilles van Berlaymont, heer van Hierges
- 1578-1581: Jan VI van Nassau-Dillenburg, graaf van Nassau-Dillenburg
- 1581-1583: Willem IV van den Bergh, graaf van den Bergh
- 1584-1589: Adolf van Nieuwenaar, graaf van Meurs
- 1590-1625: Maurits van Nassau, prins van Oranje (1591: Zutphen volledig in Gelre opgenomen)
- 1625-1647: Frederik Hendrik van Oranje, prins van Oranje
- 1647-1650: Willem II van Oranje, prins van Oranje
- 1650-1675: Eerste Stadhouderloze Tijdperk (dit duurde langer dan in Holland, Zeeland en Utrecht)
- 1675-1702: Willem III van Oranje, koning van Engeland, Ierland en Schotland
- 1702-1722: Tweede Stadhouderloze Tijdperk (korter dan in Holland, Zeeland, Utrecht en Overijssel, langer dan in Groningen)
- 1722-1751: Willem IV van Oranje-Nassau, erfstadhouder der Verenigde Nederlanden; regentes 1722-1731: Maria Louise van Hessen-Kassel
- 1751-1795: Willem V van Oranje-Nassau, erfstadhouder der Verenigde Nederlanden; regenten: 1751-1759: Anna van Hannover; 1759-1766: Lodewijk Ernst, hertog van Brunswijk-Wolfenbüttel

## Splitsingen
Als gevolg van de Tachtigjarige Oorlog werd Gelre gesplitst. De drie noordelijke kwartieren namen deel aan de Unie van Utrecht (1579) en gingen later als Gelderland deel uitmaken van de Republiek der Zeven Verenigde Nederlanden.
Het Overkwartier of Opper-Gelre bleef in Spaanse handen maar na de Vrede van Utrecht in 1713 werd ook dit gebied verder gesplitst:
- Pruisisch Overkwartier: het grootste deel met de hoofdstad Geldern kwam in handen van Pruisen;
- Staats Overkwartier: Venlo en omgeving kwam bij de Republiek en werd Staats-Opper-Gelre;
- Guliks Overkwartier: Erkelens ging naar het hertogdom Gulik;
- Oostenrijks Overkwartier: alleen Roermond en enkele omliggende heerlijkheden bleven onder het gezag van de Habsburgers, nu de Oostenrijkse tak, en werden Oostenrijks Gelre. (In 1790 was dit kleine Belgisch Gelre een van de stichtende leden van de Verenigde Nederlandse Staten).

Bij het Verdrag van Wenen van 1815 kwam het westelijk deel van Pruisisch Opper-Gelre weer bij het Verenigd Koninkrijk der Nederlanden, evenals Staats-Opper-Gelre (Venlo) en Oostenrijks Gelder (Roermond). Al deze delen van het vroegere Overkwartier gingen toen op in de grote provincie Limburg. De noordelijke kwartieren werden opnieuw de provincie Gelderland.

## Wapen
Het Gelderse wapen is in de loop van de geschiedenis enkele malen veranderd.

1339-1377
Volgens het wapenboek Huldenberg (15e eeuw)
omstreeks 1543
1543-1799 (met Gulik)

## Galerij

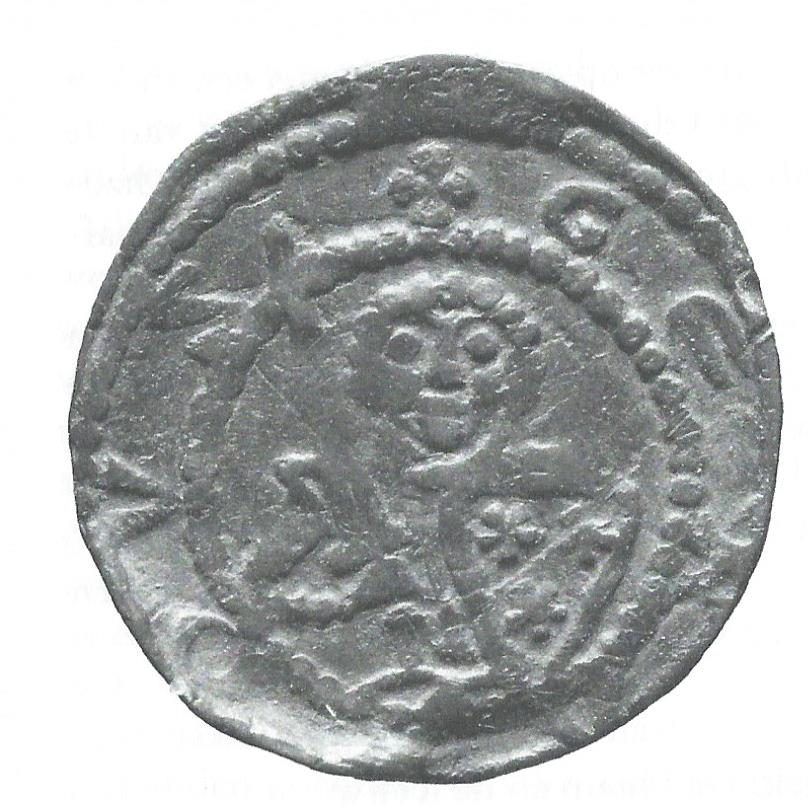
Penning met wapenschild Otto I van Gelre (1190)
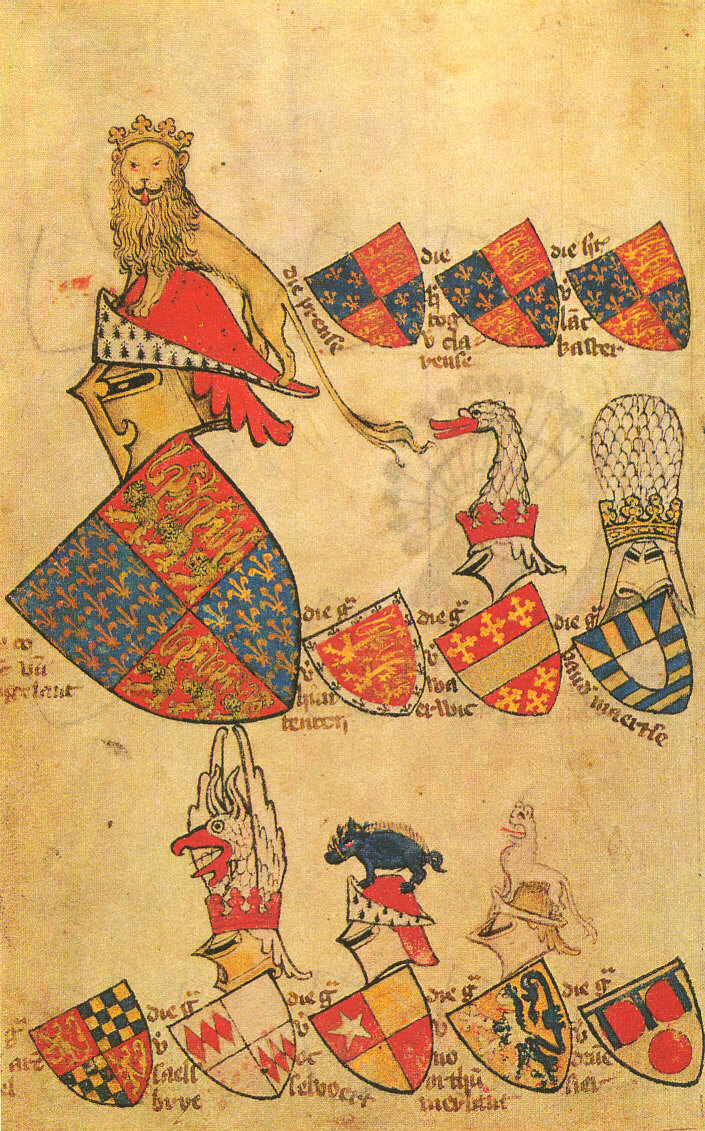
Wapens van Gelre (1370-1414), Claes Heynenszoon
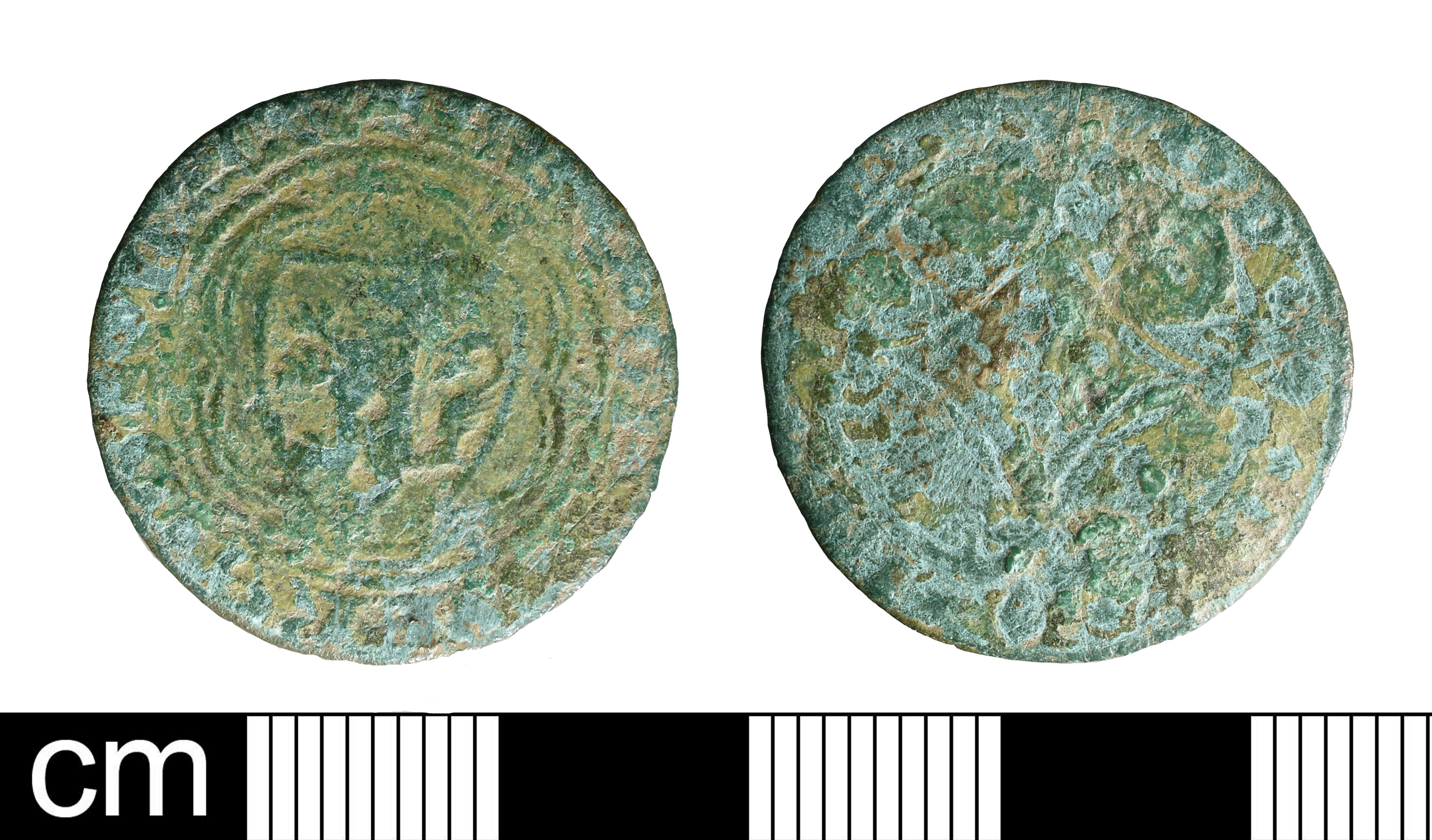
Munten geslagen door de Gravin van Gelre, Mechteld (1371 - 1379)
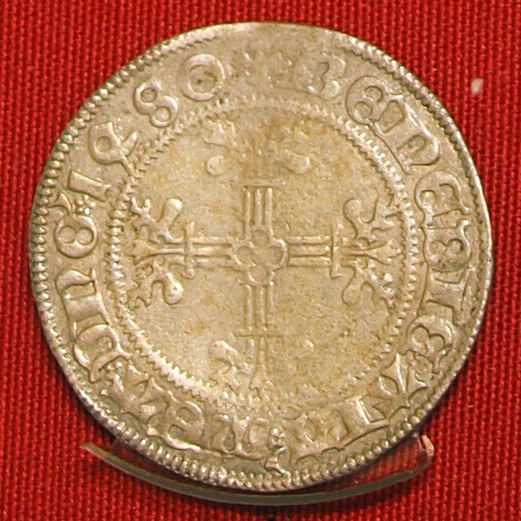
Gouden munt uit Gelre, groot 1480
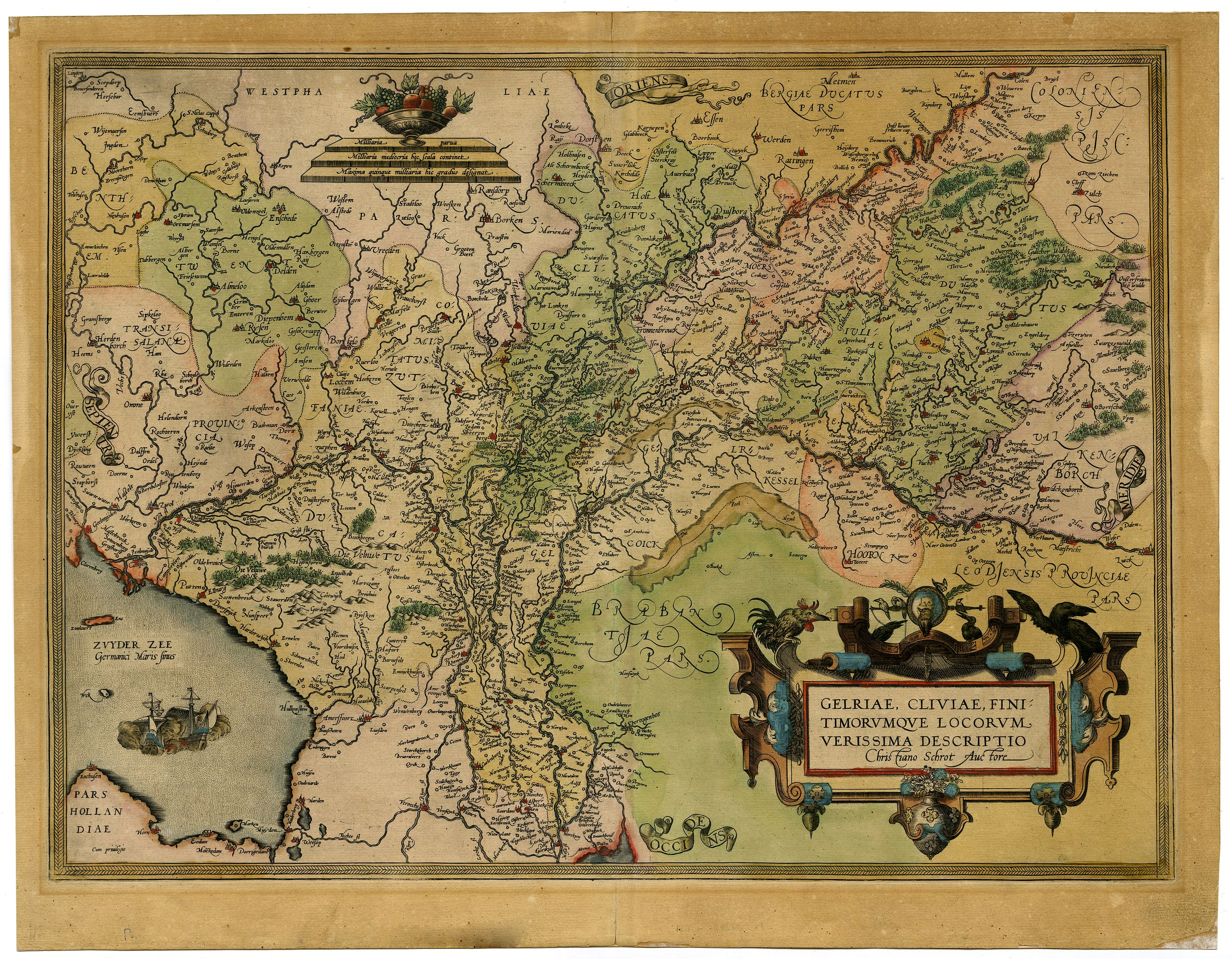
'Gelria', kaart van Ortelius, 1592